# Babaúszás

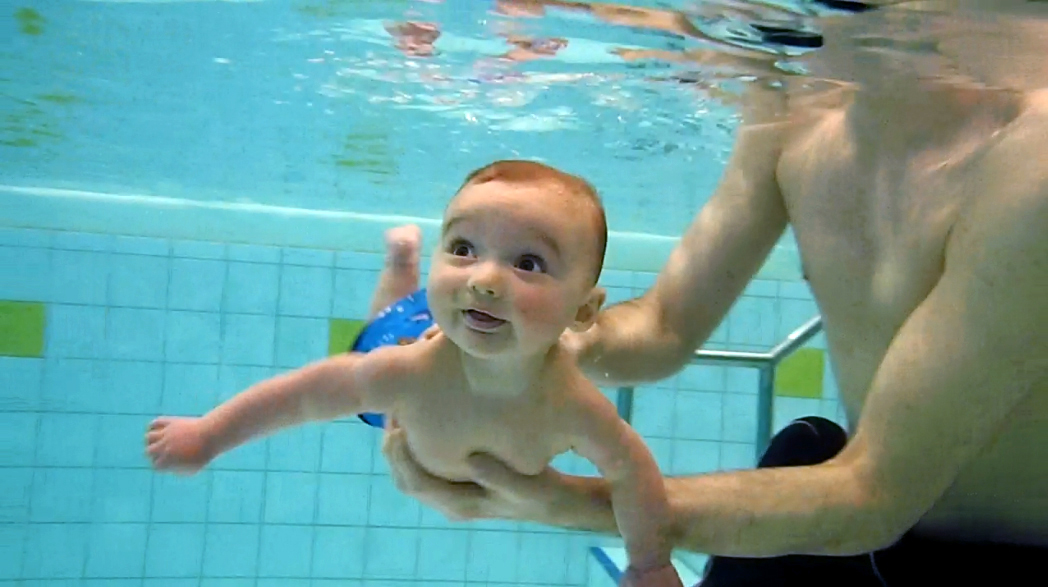
Úszni tanított csecsemő

A babaúszás egy szülő-gyermek program, mely elősegíti a csecsemő mozgásfejlődését és szocializációját, edzi az izmokat és légzőrendszert, és erősíti a szülővel való kapcsolatot. Az azonban tévhit, hogy a babaúszásnak köszönhetően a gyermek később könnyen megtanul úszni, vagy hogy csökken a gyermekkori vízbefúlás esélye.
A gyermekek 3 hónapos koruktól vehetnek részt a foglalkozásokon, és 3 éves korig folytathatják. A csecsemő ösztönös veleszületett reflexe (búvárreflex) gondoskodik arról, hogy a baba, ha víz alá merül, visszatartja a lélegzetét és nem nyel vizet. A búvárreflex 6-7 hónapos korban elvész, vagy átalakul tudatos levegővisszatartássá a víz alatt, függetlenül az úszásoktatástól.

## Hatásai
- Szocializációs fejlődés
- Szülő-gyermek kapcsolat erősödése

Megfelelő gyakorlatok alkalmazásával:
- Finommotorika fejlődése
- Tüdőkapacitás fejlődése
- Testtudat fejlődése
- Koncentráció fejlődése
- Feladattudat kialakulása
- Egyensúly fejlődése

## Iskolák és módszereik
Napjainkban már rengeteg iskola/módszer és oktató közül választhatnak a babaúszásra érkező szülők; mindegyik másra helyezi a hangsúlyt a babaúszásnál. Ismert módszerek:
1. Stoller-módszer: tudatosan felépített gyakorlatok és gyakorlat sorok alkotják, melynek középpontjában a merülés áll. Célja a vízbiztonság és vízszeretet elérése. A módszer kialakításában részt vett többek között számos gyógypedagógus, óvodapedagógus, reumatológus, gyermekorvos, pszichológus is.
2. Kalovits-módszer
3. SHD (Stilianos Hydro Development)-módszer: Stilianos Babauszoda